# Oil pulling
Se denomina oil pulling o enjuague con aceite a un tratamiento de medicina alternativa en el cual se utiliza aceite el cual es "enjuagado" (kavala graha) o "retenido" (snigda gandoosha) en la boca.
Quienes realizan esta práctica sostienen que la misma permite mejorar la salud bucal y sistémica, incluyendo resultados beneficiosos frente a dolores de cabeza, migrañas, diabetes mellitus, asma, y acné, además de blanquear los dientes. Sus promotores sostienen que su principio de funcionamiento es tal que "extrae" (en inglés: pull) las toxinas, las cuales son denominadas ama en la medicina Ayurveda, y por lo tanto reducen la inflamación.
Existen muy pocos estudios sobre oil pulling y no existe evidencia científica que apoye el uso de esta técnica en cuanto a sus beneficios bucales o sobre la salud en general. En un breve estudio, se observó que el aceite de sésamo era efectivo para reducir la placa bacteriana en los dientes y la proporción de bacterias en la boca, pero era menos eficaz que el Clorhexidina (un enjuague bucal antiséptico); excepto por este trabajo los alegatos en cuanto a los beneficios sobre la salud del oil pulling o no han podido ser demostrado mediante verificaciones científicas o no han sido investigados. Entre los médicos occidentales se considera al oil pulling como una práctica no comprobada. El National Center for Health Research indica que "aun no se ha verificado si esta práctica es eficaz para eliminar las bacterias no deseadas de nuestra boca. También se desconocen que efectos de largo tiempo puede tener sobre la salud bucal o del resto del cuerpo."

## Uso en medicina alternativa

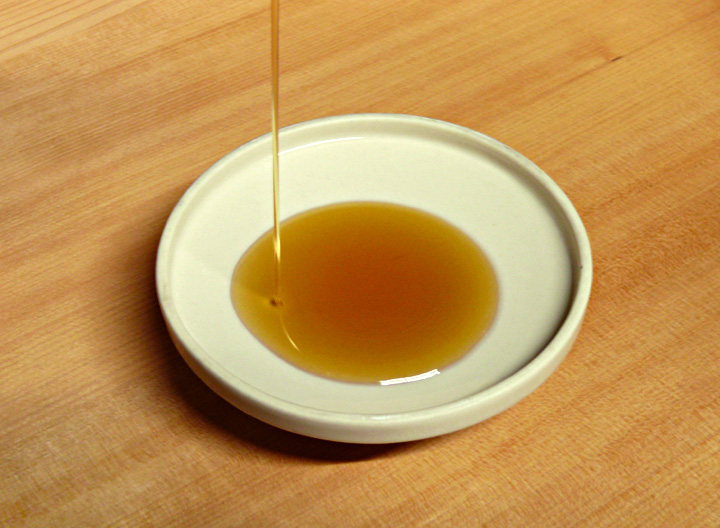
Aceite de sésamo.

En Ayurveda tradicional, se utilizan tratamientos de gárgaras kavala graha y gandusha para tratar desbalances de diversos doshas. Ayurveda no recomienda tratamientos generales, en cambio, la salud se trata en una forma individual, y el dosha dominante a nivel de individuo y la naturaleza determina el tratamiento a aplicar, incluida la salud dental. Según la literatura Ayurveda, el aceite de sésamo es uno de los varios fluidos medicinales recomendados para utilizar diariamente para prevenir o utilizar según sea necesario para reducir la sequedad (vata dosha) de la boca y reducir la sensación de inflamación en la boca.
En caso de síntomas específicos, algunos practicantes de Ayurveda sugieren tratamientos con aceite de coco y aceite de girasol u otros aceites con hierbas luego del diagnóstico del problema específico o dosha.